# قيقب تايواني
قيقب تايواني (الاسم العلمي:Acer taiwanense) هو نوع غير مؤكد من النباتات يتبع جنس القيقب من الفصيلة الصابونية. سمي هذا النوع نسبةً إلى تايوان.